# Музеј украјинске дијаспоре
Музеј украјинске дијаспоре (укр. Музей української діаспори), раније познат као Музеј културне баштине, један је од музеја у Кијеву посвећен истакнутим представницима украјинске дијаспоре у различитим областима људских активности.
Тренутно је огранак Кијевског историјског музеја.

## Историјат
Основан је 29. маја 1999. као Музеј културне баштине, у кући из 18. века у историјском делу Кијева, Печерску.
Први директор је био Володимир Тихенко. Од 2014. директорка је историчарка уметности Оксана Пидсуча, а тренутно је историчарка уметности Хана Лексина.
Године 2015, на иницијативу Оксане Пидсуче и истраживачког особља, назив је промењен у Музеј украјинске дијаспоре.
Рад се одвија у складу са државним програмом „Украјинци у иностранству”, одобреним Указом председника Украјине од 24. септембра 2001. бр. 892/2001.